# Dodô (Fußballspieler, 1992)
José Rodolfo Pires Ribeiro, bekannt als Dodô (* 6. Februar 1992 in Campinas), ist ein brasilianischer Fußballspieler, der aktuell ohne Vertrag ist.

## Karriere

### Anfänge
Dodô begann seine Karriere bei den Corinthians Paulista und spielte im Jahr 2011 per Leihe bei EC Bahia. Nach einer starken Weltmeisterschaft mit der brasilianischen U-17 absolvierte er 2010 ein zweiwöchiges Probetraining bei Manchester United.

### Italien
Am 2. Juli 2012 unterzeichnete Dodô einen Vertrag beim AS Rom in der Serie A. Sein Debüt gab er am 28. Oktober 2012 bei der 2:3-Niederlage gegen Udinese Calcio. In der Saison 2012/13 kam er zu insgesamt 15 Einsätzen, in der folgenden Spielzeit zu 20 weiteren.
Im Juli 2014 gab Inter Mailand bekannt, den Brasilianer von Rom auszuleihen. Die Nerazzurri statteten Dodô mit einem Vertrag bis Juni 2019 aus und erhielten die Option, ihn 2016 zu verpflichten. Medienberichten zufolge bezahle Inter für die Leihe 1,2 Millionen Euro, während die Kaufoption für 7,8 Millionen Euro verpflichtend gezogen werden müsse, wenn Dodô in einem offiziellen Spiel der Mailänder auflaufe.
Nach zwei Jahren bei Inter, wechselte er im Januar 2016 für ein halbes Jahr auf Leihbasis zu Sampdoria Genua. Mit dem Ende der Saison verpflichtete Inter Dodô fest, verlieh ihn im August 2016 jedoch für zwei weitere Jahre an Sampdoria Genua, das ihn im Sommer 2018 wiederum fest verpflichtet.

### Rückkehr Brasilien
Im Januar 2018 wechselte Dodô auf Leihbasis zum FC Santos. Zu Beginn der Saison 2019 in Brasilien, schloss sich ein weiteres Leihgeschäft an. Dodô wechselte zu Cruzeiro Belo Horizonte. Der Kontrakt erhielt eine einjährige Laufzeit mit einer Kaufoption zur Saison 2020. Nach dem Abstieg von Cruzeiro am Ende der Saison 2019 in die Série B, wurde Dodô die Kaufoption nicht gezogen. 2021 wechselte er zu Atlético Mineiro. Im Dezember des Jahres konnte er mit dem Klub die Série A gewinnen. Im selben Monat noch schloss sich der Erfolg im 2021 an.
Im Juli 2023 wechselte Dodô zum zweiten Mal zum FC Santos. Der Kontrakt erhielt eine Laufzeit bis Ende des Jahres 2025. Nachdem er in der Série A 2023 noch in 18 Spielen antrat, kam er 2024 zu keinen Einsätzen mehr, so dass sein Vertrag im gegenseitigen Einvernehmen im November aufgehoben wurde.

## Erfolge
Corinthians
- Copa do Brasil: 2009

Cruzeiro
- Staatsmeisterschaft von Minas Gerais: 2019

Atlético Mineiro
- Brasilianischer Meister: 2021
- Copa do Brasil: 2021
- Supercopa do Brasil: 2022
- Staatsmeisterschaft von Minas Gerais: 2022, 2023